# 松赞干布
松赞布（藏語：སྲོང་བཙན་སྒམ་པོ་，威利转写：Srong bTsan sGam Po，THL：Songtsen Gampo，藏语拼音：Songzän Gambo；？—650年），悉補野氏（藏語：སྤུ་རྒྱལ་，威利转写：sPu rGyal，藏语拼音：Bu'gyä），是吐蕃雅鲁王朝第33任赞普，也是吐蕃帝国的建立者，约629年至650年在位。他是前任赞普囊日论赞的儿子。
原名赤松赞（藏語：ཁྲི་སྲོང་བཙན།，威利转写：Khri Srong bTsan，藏语拼音：Chisongzän），“松赞干布”是其尊号，意思是“心胸深邃的松赞”。《新唐书》作弃宗弄赞、弃苏农，《册府元龟》作器宗弄赞、器宋弄赞、不弗弄赞，《通典》作弃苏农赞。在位期间，他大幅擴張吐蕃的版图，定都拉萨，并确立吐蕃的政治、军事、经济及法律等制度，奠定日后吐蕃强盛的基礎。他透过与泥婆罗（今尼泊尔）的联姻，提高了吐蕃的工艺技术水平；透过与唐朝的和亲，从唐朝引入先进的科学、医学和历法，提高吐蕃人的文化水平。據傳佛教也是通过两次联姻首次进入西藏。拉萨的布達拉宮也是其在位期间建立的。
松赞干布与其王妃赤尊公主和文成公主三人，至今备受藏族尊崇，藏人堅信三人為觀音菩薩、白度母、綠度母的化身。

## 生平

### 出生和即位
松赞干布原名赤松赞，是囊日论赞和王妃卓萨妥噶（འབྲི་བཟའ་ཐོད་དཀར།）的儿子。出生在墨竹工卡亚伦哲堆园（ཡར་བསྣོན་བྟོཏ་ཚལ་）的降巴明久林（དྱམས་པ་མི་འགྱུར་གླིང་，今西藏墨竹工卡县甲玛乡甲玛赤康）。汉文典籍《旧唐书》、《新唐书》记载，松赞干布性格慷慨而且骁武有英略。其父囊日论赞在担任赞普时，曾征服森波、藏蕃、尼雅尼达布等国，为吐蕃帝国的建立打下了基础。但629年囊日论赞却被叛臣毒杀，象雄（羊同）、唐旄部的苏毗（女国）、尼雅尼达布、工布、娘布等部纷纷起兵叛乱。13岁的松赞干布继承赞普之位，在大臣娘·芒布杰尚囊的辅佐下，发兵镇压了这些叛乱，并将叛乱元凶灭族，巩固了吐蕃的政权。

### 对外扩张，威震高原
松赞干布在位期间，为了更好地统治被征服的地区，将吐蕃的政治中心从琼结的琼瓦达孜迁到了拉萨河流域的逻些。
松赞干布在位期间继承了父亲的遗志，不断对外扩张。根据敦煌出土的藏文文献《赞普传记》记载，松赞干布派娘·芒布杰尚囊用智谋收复苏毗，说服苏毗部落归顺，并将他们视同吐蕃百姓；随后又将康、安多一带相继纳入吐蕃版图之中，使吐蕃东面边境与唐朝、吐谷浑接壤。吐蕃一跃成为了青藏高原一带的强国，根据《新唐书》的记载，“西域诸国共臣之”。

### 迎娶赤尊公主
松赞干布威震青藏高原后，派遣噶尔·东赞域松（禄东赞）率领一百余人出使泥婆罗（今尼泊尔），向光胄王献上五枚金币和镶嵌有宝石的琉璃头盔作为聘礼，希望迎娶泥婆罗公主为妻。光胄王最初看不起吐蕃，表现得非常傲慢。他认为吐蕃是蛮荒之地、不信佛法，拒绝这一婚约。东赞取出事先准备好的书信，威胁说若不答应，吐蕃将以五万大军毁灭泥婆罗，先杀国王，再强娶公主。松赞干布军队压境，兵临城下。光胄王被迫同意将女儿赤尊公主嫁给松赞干布，并将释迦佛、不动明王等三尊佛像赠送给了吐蕃。此次联姻之后，泥婆罗先进的工艺技术开始传入吐蕃。此后的641年，吐蕃介入了泥婆罗的王位继承战争中，将泥婆罗变成了吐蕃的属国。

### 击破吐谷浑，侵略唐朝
贞观八年（634年），松赞干布遣使访问唐朝，唐太宗派遣行人冯德遐出使吐蕃。松赞干布听说突厥和吐谷浑迎娶唐朝公主为妃，因此派人到唐朝提出要娶一位唐朝公主。此时的吐蕃尚未引起唐朝的重视，因此唐太宗没有答应。当时吐谷浑王慕容诺曷缽入唐朝见，松赞干布的特使归国之后告诉松赞干布，声称吐谷浑王从中作梗，致使唐朝拒绝婚约。松赞干布大怒，貞觀十二年（638年），松赞干布遂借口吐谷浑从中作梗，联合象雄出兵入侵吐谷浑并大破之。吐谷浑不能敌，逃往青海湖北部，青海湖以南的广阔草原皆为吐蕃所据。随后吐蕃又发兵击破吐谷浑的盟友党项（弥药）和白兰部，迫使部分党项人逃亡归附唐朝。为试探唐朝的实力，松赞干布决定效仿先前对待泥婆罗的方式进行武力逼婚，亲率二十万大军直逼唐朝的松州西境（今四川省松潘县）。松赞干布派使者前往长安威胁唐太宗，声称若唐朝不答应和亲，吐蕃便要大举入侵唐朝。
唐朝的松州都督韩威率军迎战，被蕃军一举击败。阔州（位于今松潘县北黄胜关北）刺史丛卧施、诺州（位于松潘县北）刺史把利步利以阔、诺二州归附吐蕃，周围的羌族部落也纷纷倒戈投向吐蕃，并引诱吐蕃入侵唐朝，唐朝西部边境为之震动。吐蕃的强盛引起唐太宗的重视，唐太宗以吏部尚书侯君集为当弥道行军大总管，以右领军大将军执失思力为白兰道、左武卫将军牛进达为阔水道、左领军将军刘简为洮河道行军总管，率唐军出击。牛进达率领唐军先锋部队，趁夜间不备，击败吐蕃军。吐蕃死伤千余人，松赞干布率大军后撤以避其兵锋。吐蕃在唐朝边境连年征战都未能取得胜利，数位大臣请求返回，松赞干布不听。八名大臣通过自杀的方式来劝谏，使得松赞干布最终决定撤军，并退出占领的吐谷浑、党项、白兰羌地区，此时侯君集率领的唐军主力尚未到达。唐朝的强盛令松赞干布大为震惊，松赞干布遣禄东赞前往长安，献“献金五千两，自余宝玩数百事”以谢罪，并多次催促和亲。而唐朝亦见识到吐蕃的强盛，遂答应和亲的要求。

### 迎娶文成公主

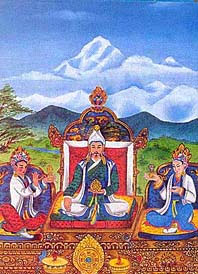
绘有松赞干布、文成公主、赤尊公主夫妻的唐卡

貞觀十四年（640年），松赞干布派遣禄东赞出使唐朝求婚，迎娶文成公主。松赞干布在逻些西北海拔3700公尺的紅山上興建布達拉宮，以迎公主。
貞觀十五年（641年），江夏郡王、禮部尚書李道宗護送文成公主入吐蕃，以釋迦牟尼像、珍寶、經書、經典360卷等作為嫁妝。松贊干布從邏些（今西藏拉薩）趕到柏海（今青海鄂陵湖或扎陵湖）迎接。唐封他為“駙馬都尉、西海郡王”。唐高宗继位以后，又封之为賨王。松贊干布从唐朝学习天文、历法等科学，创制藏历；又遣貴族子弟至長安學習詩書，以提高吐蕃人的知識水平。
文成公主入藏是大唐与吐蕃統治者之間第一次建立起正式的聯繫。在此之后，吐蕃与唐成为盟国，和平共处，没有发生战争，但在松赞干布逝世后数年战端重起。

### 兼并象雄
象雄（羊同）位于吐蕃的西北部，其王李迷夏（ལིག་མྱི་རྟྱ།）曾迎娶松赞干布的妹妹赞蒙赛玛噶（སད་མར་གར）为妃，因此双方最初是同盟关系。但由于吐蕃的强盛使双方关系越来越恶化。最终在642年，松赞干布借赞蒙赛玛噶失宠为由，亲率大兵，与噶尔·东赞域松、琼波·邦色等大臣一起讨伐象雄，费时三年攻灭了象雄，群臣共上尊号“松赞干布”，意思是“心胸深邃的松赞”。松赞干布派琼波·邦色为象雄总管。

### 群臣的权力斗争
吐蕃大贡论娘·芒布杰尚囊在吐蕃扩张中立下了赫赫战功，后又在松赞干布年幼期间辅政。敦煌出土的藏文文献《赞普传记》记载他曾用智谋收复苏毗，并用贤明的手段统治他们。这引起了另一位重臣琼波·邦色的嫉妒。邦色在松赞干布面前诬称尚囊怀有二心，同时在尚囊面前则谎称赞普不信任尚囊。尚囊信以为真，便退居自己的城寨布瓦堡（མཁར་སྔུར་བ་）中，不再前去参加朝会。松赞干布因此认为尚囊计划谋反，派兵围攻布瓦堡寨，遣其奴仆巴策（པ་ཙབ་）前去谴责，将其杀死。随后布瓦堡寨被摧毁。尚囊死后，由另一位重臣噶尔·芒香松囊继任大贡论。之后，由邦色继任大贡论。
后来琼波·邦色与另一位大臣倭美岱类赞失和。松赞干布以琼波·邦色年老为由，让他保留大贡论的虚职，退隐回到自己在藏蕃的居城赤邦木城堡（མཁར་ཁྲི་བོམས་སུ་）。这引起了琼波·邦色的不满，于是在赤邦木城堡设宴，邀请松赞干布前去视察，实际上想要谋害赞普。松赞干布不疑，派禄东赞前往藏蕃安置牙帐。但机警的禄东赞事先了这个阴谋，偷偷逃回，并将其报告了松赞干布。琼波·邦色得知事情败露，被迫自杀。临死前，邦色嘱咐其子昂日琼（ངག་རེ་ཁྱུང་།）持其首级向松赞干布投降。昂日琼照着做了，最终获得松赞干布的赦免。

### 讨伐天竺、救出唐使
647年，唐朝派遣正使王玄策、副使蒋师仁出使天竺的摩伽陀国，途经吐蕃、泥婆罗，来到摩伽佗国。此时正值戒日王死去，大臣那伏帝阿罗那顺篡夺了王位。阿罗那顺对唐朝使团极不友好，派兵袭击了使团。当时使团仅有数十人，被俘虏三十余人，诸国贡品全部被劫。只有正使王玄策只身逃到吐蕃西部边境，请求吐蕃出兵讨伐。松赞干布闻讯，派遣精兵1200人，又征调属国泥婆罗7000余人，将其借给王玄策。王玄策便率这些部队讨伐天竺，包围茶镈和罗城，激战三天，斩首三千余人，救出了唐朝使团。百姓四散逃跑，溺死者万余人。阿罗那顺弃城逃跑，纠集残兵再战，战败，阵亡甚众，其本人也被蒋师仁生擒。残部奉其王妃，据守乾陀卫江为险，仍被击溃，俘虏王妃、王子及男女一万二千多人、杂畜三万，归降的城邑达到五百八十所。王玄策等人返回唐朝，并将阿罗那顺押至长安。经此一战，中天竺一带全被吐蕃占领。但吐蕃人由于无法适应天竺的高温气候，不久就放弃了中天竺，仅将北天竺的蒂尔湖一带纳入吐蕃版图。

### 去世

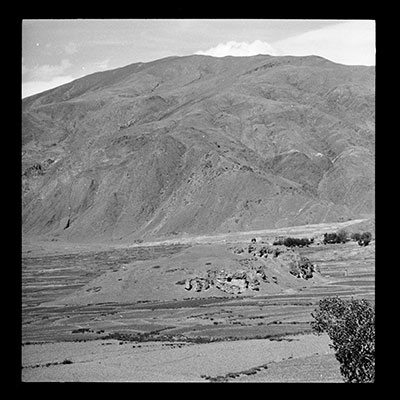
藏王墓中的松赞干布陵寝，1949年

650年，松赞干布去世。其死因众说纷纭：一说是由于尺尊公主感染了瘟疫后传染给了松赞干布，不久松赞干布便在彭域（འཕན་ཡུལ་）的色莫岗（ཟལ་མོ་སྒང་，位于今西藏自治区林周县彭波农场附近）逝世；另一说松赞干布是被仇视佛教的苯教教徒暗杀而死的。吐蕃次年举行公开祭祀，以极为隆重的葬礼，在琼结的吐蕃历代赞普王陵之间为松赞干布建起了一座很高大的坟墓，称之为“木日木波”（སྨུ་རི་སྨུག་པོ）。由于其子共日共赞早逝，遂由孙芒松芒赞嗣位，大贡论禄东赞摄政。
吐蕃王朝崩溃之后，吐蕃爆发臣民大反叛。877年，四名起義军首领将历代赞普王陵瓜分并大肆挖掘。松赞干布的“木日木波”陵被没庐氏和久氏（党氏）分得，因此未被挖掘，保存至今。

## 政治、军事制度的确立
吐蕃帝国的官制、法律以及军事制度，都是在松赞干布在位期间确立的。
松赞干布在位期间，加强了赞普的绝对权威，并将吐蕃的官员分为贡论、囊论、噶论三种官职，共九人管理朝政，称为“九政务大臣”。同时确立地方建制，将吐蕃的全境分为五个“如”（རུ།，行政区域）；确立身份制度告身制（ཡིག་ཚངས།），为贵族和平民颁发说明其身份的“告身”挂牌；又命令禄东赞创立法律制度。但松赞干布时期的刑法中，存在着断肢、割舌、挖眼、剥皮以及用熔化的铜水灌入犯人嘴里等等十分残忍的刑罚，因此受到了后世信仰藏传佛教学者们的非议。
此外，松赞干布有感吐蕃的落后，积极向四邻的先进文明学习。他在提供吐蕃人文化的方面作出了突出贡献。他从泥婆罗和唐朝引入先进的生产和工艺技术，并从唐朝学习医药、算术、天文、历法等科学。他还派贵族子弟去长安，进入国学学习诗书，聘请有文化的汉人管理书疏。又命大臣吞弥桑布札前往天竺学习，参照梵文，创立了藏文书写系统。藏历也是他在位期间创制的。

## 佛教的传入及历史争议
根据後代藏传佛教文献的说法，佛教在松赞干布在位期间传入吐蕃，文成公主精通堪輿之术，认为吐蕃地形如罗刹女仰卧之形，有不少厉鬼、精灵和非人。为了压制魔鬼，松赞干布先后兴建了边压寺、再压寺、四压肢寺、九对治寺，以及昌珠寺等佛教寺院。松赞干布建立大昭寺，以供奉赤尊公主带来的佛像；建立小昭寺，以供奉文成公主带来的佛像。这引起大量苯教巫师的不满。为平息他们的不满，松赞干布将苯教的雍仲标志和传奇故事画在佛寺的墙上。他也支持苯教的活动，在位期间佛教与苯教和平共处。
松赞干布在位期间，派遣大臣吞弥·桑布扎到天竺求经。归国以后，创制了藏文，作为藏语的书写系统。藏传佛教史学家都将第一次翻译佛经的时间归到松赞干布在位期间。他们宣称吞弥·桑布扎发明藏文后不久，松赞干布多次派人从天竺和唐朝请来高僧，协助翻译佛经二十一部，其中就包括《大般若经》。
不过学者才让认为其真实性非常值得怀疑，很难想象刚创立不久的藏文就能够翻译像《般若经》这样庞大繁难的经典。根据布顿编写的《大藏经》目录可知，《大般若经》是在松赞干布以后才开始翻译的。且这二十一部佛经全部以观世音菩萨为中心，而佛教史学家又是围绕松赞干布是观世音化身的前提来记述的，松赞干布时期的译经恐怕是后世佛教史学家有意编排的。
藏学家保羅·戴密微否定西藏改信佛教與松赞干布與文成公主有關，他認為這是八世紀中後期（赤松德贊及其繼任者期間）的事。藏学家Amy Heller也指出，《吐蕃大事紀年》記載了從650年至748年吐蕃宮廷每年的事件，但是完全沒有提到松赞干布支持佛教，而是直到一百多年後赤松德贊在位期間才提到佛教的普及。
学者王森也认为，松赞干布重视佛教仅仅是出于政治因素和提高吐蕃人文化水平的考虑，说松赞干布笃信佛教不一定事实。当时佛教对他的统治无法發揮任何效果，且他用刑严酷残暴，也不像是一个佛教徒所为。他建立佛寺的目的仅仅是为了镇伏恶鬼而已，这些寺院中根本没有僧人，更谈不上弘扬佛法。在此期间，拉萨只有少数唐朝、天竺和泥婆罗的僧人，总数不满五人，根本达不到受戒的最低要求。这个时期的佛教只是小众信仰，到其继任者芒松芒赞和赤都松赞在位期间，就没有任何关于佛教的记载了。藏文史料记载，在桑耶寺建成之前从无藏人受戒出家，便是一个佐证。

## 传说和尊崇

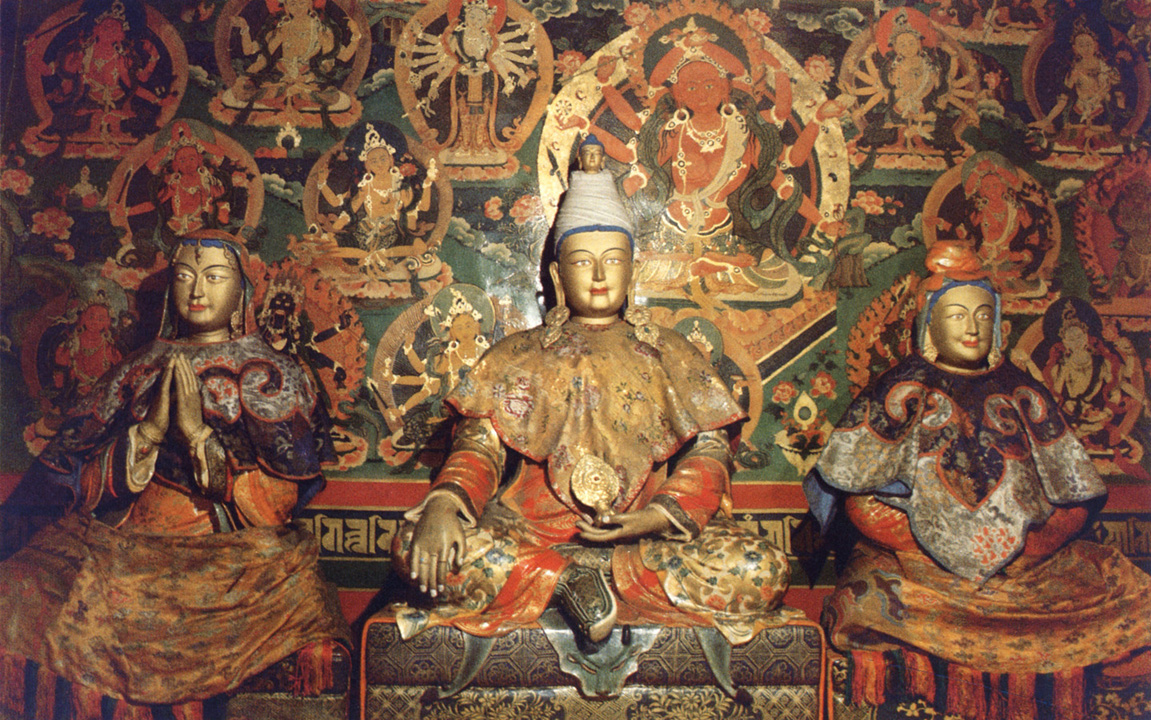
赤尊公主 （左）、松贊干布（中）、文成公主（右）的塑像

藏族人民对松赞干布甚为尊崇。根据藏传佛教的传说，观世音菩萨体内射出四种光芒，松赞干布是其胸口光芒投胎于卓萨妥噶王妃（一译“赤萨兑嘎”）而应运出生的。此外，观世音菩萨左眼之光化身为泥婆罗的赤尊公主，右眼之光化身为唐朝的甲木萨汉公主（即文成公主），口中之光芒化为法身要义六名。
因此松贊干布亦被視為觀世音菩薩的化身，傳說他出生三十二種相好，頭上更有一尊阿彌陀佛像。他迎娶的泥婆羅尺尊公主被認為是白度母的化身，文成公主則為綠度母的化身。
此外，松赞干布也同赤松德赞、赤祖德赞三人，被藏传佛教信徒尊奉为“吐蕃三大法王”之一。
松赞干布的塑像遍布整个西藏的寺庙中，藏传佛教信徒认为他对佛教的弘扬作出了巨大贡献。活佛举行坐床仪式的时候，被认定为活佛的转世灵童都要向如来佛祖、松赞干布、文成公主、莲花生大师、白朗木女神以及宗喀巴大师等藏传佛教重要人物的塑像进献哈达，以表示尊敬。

## 松赞干布的妻子
根据《贤者喜宴》等藏文史料记载，松赞干布有五个赞蒙（བཙུན་མོ，即妃子）。
- 尺尊公主，又被吐蕃人称为拜木萨公主，泥婆罗公主。
- 文成公主，又被吐蕃人称为甲木萨汉公主、甲木萨唐公主，唐朝宗室之女。
- 象雄公主李特曼（ལི་ཐིག་མན།），象雄国王李迷夏的妹妹。
- 弭药[42]公主甲莫尊（རྒྱལ་མོ་བཙུན）
- 芒妃墀江（བཙུན་མོ་ཆུན་མ་མོང་བཟའ་ཁྲི་ལྕམ），堆垅芒地尚论（སྟོད་ལུངས་མོང་ནས་ཞང་བློན་）之女，生子共日共赞。

## 松赞干布时期的吐蕃大贡论
- 娘·芒布杰尚囊
- 噶尔·芒香松囊
- 琼波·邦色
- 噶尔·东赞域松，汉文史料中的禄东赞。

## 影视形象
- 1986年上映的電影《文成公主》中，松赞干布由王伯昭飾演。

- 1988年上映的電影《松赞干布》中，松赞干布由扎西顿珠飾演。

- 2000年上映的电视剧《文成公主》中，松赞干布由索次飾演。

- 2000年上映的电视剧《文成公主》中，松赞干布由仁青顿珠饰演。

- 2001年上映的电视剧《锦绣良缘》中，松赞干布由戴少民饰演。